# Goliardo

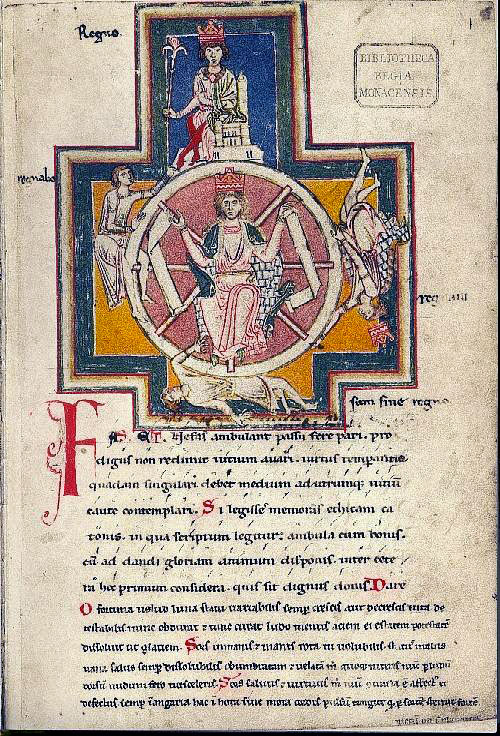
Carmina Burana, uma uma coleção de canções de amor de goliardos e vagabundos da Abadia de Benediktbeuern (imagem dos séc. XI - XII).

Goliardos, na Idade Média eram  clérigos pobres, egressos das universidades, tornavam-se itinerantes (clerici vagantes), vagabundos, de espírito transgressivo e provocador. Em meados do século XIII, perambulavam pelas tavernas, portas das universidades e outros lugares públicos, cantando e declamando seus poemas satíricos, um tanto cínicos, ou poemas eróticos, frequentemente muito ousados. 
A poesia dos goliardos era uma natural expressão do espírito das tabernas e confrarias. Descritos por Van Woensel (2001, p. 25) como "a ala 'esquerda' da corporação clerical", os goliardos se aproveitavam da formação erudita para compor, algumas vezes na clandestinidade, canções nada edificantes de teor satírico, amoroso e até mesmo licencioso.
No Medievo existe também uma vertente goliardesca em literatura, que teve como expoentes Cecco Angiolieri e Gautier de Châtillon, que também expressam em seus poemas esse caráter debochado do indivíduo que se dedica aos jogos, às mulheres, aos prazeres mundanos — um personagem que inspirou numerosos gêneros literários.
Esta tendência ao amor, ao jogo e ao vinho marcam suas composições poéticas reunidas nos Carmina Burana, nos quais à exaltação dos prazeres carnais se associa a crítica à Igreja medieval, que condena os costumes libertinos. Carmina Burana é um códice contendo mais de 200 canções profanas compostas por esses artistas, que esmolavam para ganhar a vida. Carl Orff editou, em 1937, parte dessas canções para compor a cantata cênica homônima.

## Etimologia
A origem da palavra  goliardo é um tanto obscura e controversa. Prossivelmente deriva do francês antigo goliart. Na origem, significava "bufão", e teria adquirido, no século XIII, o sentido de glutão, debochado. Poderia também derivar de gole, goule (depois gueule, goela) ou do nome de Golias, o gigante bíblico, símbolo dos inimigos da Igreja (que seria simbolizada por David), em razão dos poemas frequentemente anticlericais declamados pelos goliardos. O elemento goli- também poderia ser de origem protogermânica, tendo, neste caso, o sentido de gritar, cantar em voz alta, brincar, fazer rir. No  latim  medieval goliardus, teria afinal assumido o sentido de "clérigo ou estudante vagabundo". Dicionário TLFi 
Existe ainda a hipótese de que poderia ser proveniente da contração de "Golia Abelardo", em alusão ao grande intelectual Pedro Abelardo — prelado da Igreja do século XII, personagem controverso e  adversário intelectual de São Bernardo de Claraval — inspirador do estilo de vida goliardo.

## As origens medievais
A origem histórica dos goliardos situa-se em torno do século XII, quando o  renascimento econômico comercial rompe o imobilismo dos séculos precedentes e aumenta a mobilidade social.
A própria dificuldade de enquadrar os goliardos dentro de um esquema social preciso, como acontecia na Alta Idade Média, quando os papéis sociais eram bem definidos, gera suspeita e escândalo entre os conservadores da época.
Os goliardos, afinal, são jovens intelectuais de espírito livre que, por sua condição econômica e social, são impedidos de se tornar professores das universidades medievais ou mesmo de prosseguir seus estudos, tornando-se intelectuais marginalizados, rebeldes, vivendo de expedientes, eventualmente a serviço dos ricos, seguindo o mestre preferido ou permanecendo onde ensinam professores famosos. 
Anárquicos, são opositores de todos aqueles que se reconhecem nas castas sociais medievais, não só aqueles associados ao poder eclesiástico ou político mas também aqueles que estão presos à mediocridade e à ignorância, como os camponeses. Por sua feroz crítica antipapal, são frequentemente associados ao partido gibelino mas na realidade os goliardos vão além: veem no Papa não apenas o hipócrita tutor da tradição moral mas também o expoente de uma hierarquia organizada sob a nova força do dinheiro: 
L'ordine del clero ai laici è in mala fama:

la sposa di Gesù divien venale

donna pubblica or è, lei che era dama. 
Mas também no clero, os goliardos fazem distinção entre os párocos, que são poupados da sua crítica corrosiva por serem considerados vítimas da hierarquia e da avidez dos frades, que, com sua hipócrita profissão de humildade e pobreza, na realidade concorrem com os padres e se apoderam dos fiéis e dos donativos, vivendo uma vida de gozo nos conventos.
Os goliardos sofreram perseguições e condenações, e acabaram por desaparecer da cultura dos séculos seguintes, à qual, todavia, deixaram como herança as suas ideias que reviveriam nos intelectuais do Humanismo, durante o Renascimento.